# منصة حجز العملة الأجنبية للأفراد (ليبيا)
منصة حجز العملة الأجنبية أو منظومة الأغراض الشخصية هي منصة إلكترونية رسمية أطلقها مصرف ليبيا المركزي بهدف تنظيم عملية بيع النقد الأجنبي للمواطنين الليبيين بالسعر الرسمي. تتيح المنظومة لكل مواطن ليبي بالغ يحمل رقمًا وطنيًا وحساب مصرفي الحصول على مبلغ محدد سنويًا بالعملة الصعبة (عادةً 4000 دولار أمريكي أو ما يعادله) لاستخدامه في الأغراض الشخصية مثل السفر، والعلاج والدراسة في الخارج، والتجارة الإلكترونية.

## الخلفية والهدف
جاء إطلاق المنظومة كجزء من جهود مصرف ليبيا المركزي لمعالجة التشوهات في سوق الصرف الأجنبي، والتي تمثلت في وجود فارق كبير بين السعر الرسمي للدولار والسعر في السوق الموازي (السوق السوداء).

## آلية العمل
تعمل المنظومة من خلال عملية إلكترونية بالكامل تتطلب من المواطن اتباع الخطوات التالية:
1. التسجيل: يقوم المواطن بإنشاء حساب على المنصة باستخدام رقمه الوطني ورقم هاتفه المرتبط بحسابه المصرفي.
2. تقديم الطلب: بعد فتح باب الحجز، يقوم المواطن بتسجيل الدخول وتقديم طلب للحصول على المبلغ المخصص له.
3. التدقيق والموافقة: تقوم المنظومة بالتحقق من بيانات المواطن وأهليته للحصول على المبلغ.
4. التنفيذ: بعد الموافقة، يتم إبلاغ المصرف التجاري الذي يتعامل معه المواطن، والذي يقوم بدوره بخصم القيمة المعادلة بالدينار الليبي وشحن المبلغ بالعملة الأجنبية في البطاقة المصرفية الدولية (مثل فيزا أو ماستركارد) الخاصة بالمواطن.

## الإطلاق والتطور
أُطلقت فكرة المنظومة لأول مرة في عام 2017، وشهدت عدة تحديثات وتوقفات على مر السنوات. في مطلع عام 2024، أطلق مصرف ليبيا المركزي نسخة محدثة ومطورة من المنصة، مع إجراءات جديدة تهدف إلى تحسين الأداء وتسهيل عملية الحجز للمواطنين.

## وصلات خارجية
- الموقع الرسمي للمنظومة